# Бишкекский государственный университет имени К. Карасаева
Бишкекский государственный университет (БГУ) — университет Кыргызской Республики, расположенный в г. Бишкек.

## Структура университета
В настоящее время в БГУ состоит из трёх институтов, 10 факультетов, колледжа и ИНДО. В университете осуществляется подготовка специалистов, бакалавров и магистров по 28 специальностям.
Организация учебного процесса в БГУ им. К. Карасаева осуществляется на основе Государственного образовательного стандарта и Государственной лицензии N2 AЛ 339.

## История БГУ
История начинается с Фрунзенского педагогического института русского языка и литературы (ФПИРЯЛ), открытого постановлением Совета Министров СССР в 1979 году.
17 июня 1992 года был преобразован в Государственный институт языков и гуманитарных наук (ГИЯГН).
Согласно решению Кыргызского Правительства от 8 мая 1994 года учебное заведение стало носить название Бишкекского гуманитарного университета. 
В 2019 году был переименован в Бишкекский государственный университет им. академика Кусеина Карасаева (1901—1998) киргизского и советского лингвиста, лексикографа, педагога, литературоведа, фольклориста.

## Факультеты
1. Факультет кыргызской филологии
2. Факультет русской филологии
3. Социально-психологический факультет
4. Факультет педагогического образования
5. Факультет востоковедения и международных отношений (ФВиМО)
6. Факультет европейских цивилизаций (ФЕЦ)
7. Факультет экономики и финансов
8. Кыргызско-Китайский факультет (ККФ)
9. Факультет журналистики и информационных систем
10. Факультет экологии и менеджмента